# La Thành Tây Đô
La Thành Tây Đô là vòng kiến trúc ngoài cùng của khu di tích thành nhà Hồ, nay thuộc huyện Vĩnh Lộc, tỉnh Thanh Hóa, Việt Nam. Đây là tuyến phòng ngự cho Hoàng Thành nhà Hồ. Năm 2011, di tích La Thành Tây Đô đã được công nhận là di tích cấp quốc gia.

## Xây dựng
La Thành được Hồ Quý Ly cho xây dựng vào tháng 9 năm Kỷ Mão (1399). Sách Đại Việt sử ký toàn thư chép:
"(Hồ Quý Ly) sai Trần Ninh đốc suất người phủ Thanh Hóa trồng tre gai ở phía tây thành, phía nam từ Đốn Sơn, phía bắc từ An Tôn đến cửa Bảo Đàm, phía tây từ chợ Khả Lãng ở Vực Sơn đến sông Lỗi Giang, vây bọc làm La thành".

## Vị trí và đặc điểm
La Thành nằm ở phía hữu ngạn sông Bưởi (ở phía Đông Nam) và tả ngạn sông Mã (ở phía Tây), có chu vi khoảng hơn 4k m, đắp bằng đất kết hợp với việc trồng tre gai.
Nhà Hồ đã sử dụng các sườn núi, sườn đồi (đồi Bèo, núi Voi, đồi Thợi - thuộc xã Vĩnh Long) để đắp và nối thành luỹ đất rất kiên cố chạy song song với tuyến phòng ngự tiền duyên (sông Bưởi và sông Mã) làm tuyến phòng ngự kiên cố thứ hai. Ngoài ra nó còn ngăn nước lũ từ sông Bưởi và sông Mã vào mùa mưa cho khu vực các xã Vĩnh Long và Vĩnh Tiến.
Cùng với Hoàng Thành, La Thành đã góp phần tạo nên khu di tích thành nhà Hồ, một trong những công trình thành luỹ quân sự hoành tráng, tiêu biểu nhất về kiến trúc nghệ thuật ở khu vực Đông Nam Á những năm đầu thế kỷ 15.

## Hiện trạng
Hiện nay kiến trúc của La Thành còn được nhận biết tương đối dễ dàng, đó là con đê đất, có những đoạn rộng tới 20 m. Lấy mốc là khu vực núi Đốn Sơn (núi Đún) thuộc xã Vĩnh Thành, La Thành chạy dọc theo hữu ngạn sông Bưởi qua địa phận các làng Bái Xuân, làng Xoài, Cổ Điệp (xã Vĩnh Phúc), sau đó chạy qua làng Bèo (dưới chân núi Bèo), làng Yên Mỗ và kết thúc ở núi Voi xã Vĩnh Long.
Tại làng Bèo hay làng Yên Mỗ ngày nay vẫn còn đó những luỹ tre gai dày đặc chạy dọc theo triền núi Bèo và đồi Thợi.
Khu vực La thành ngày nay vẫn còn những ngôi làng cổ có từ thời Trần - Hồ như: làng Bái Xuân, làng Cổ Điệp (ngày nay thuộc xã Vĩnh Phúc), làng Bèo (xã Vĩnh Long) hay làng Cẩm Hoàng (xã Vĩnh Quang)…